# Oederemia lithoplasta
Oederemia lithoplasta är en fjärilsart som beskrevs av George Francis Hampson 1908. Oederemia lithoplasta ingår i släktet Oederemia och familjen nattflyn. Inga underarter finns listade i Catalogue of Life.